# سنايا إيراني
سنايا إيراني سيغال (من مواليد 17 سبتمبر 1999)، ممثلة هندية. اشتهرت في عدة أعمال تليفزيونية، منها دور كوشي كوماري كوبتا سينغ ريزاد مع بارون سوبتي في مسلسل من النظرة الثانية ودور بارفاتي وميرا مع أشيش شارما في مسلسل حبيبي دائما.

## حياتها المبكرة وتعليمها
ولدت سنايا في 17 سبتمبر 1983 في مومباي لعائلة إيرانية (زرادشتية). أمضت سبع سنوات في الدراسة في مدرسة لورانس في أوتي. تخرجت من كلية سيدنهام للتجارة والاقتصاد في مومباي وكانت تسعى للحصول على درجة الماجستير في إدارة الأعمال قبل أن تصبح عارضة أزياء. وكانت تمثل في حلقات مع كرناف

## مسيرتها المهنية

### مهنة عرض الأزياء والظهور السينيمائي لأول مرة (2005-2007)
يعود الفضل للمصور الفوتوغرافي بومان إيراني (الذي أصبح ممثل لاحقا) في شهرة سنايا كعارضة أزياء، إذ قام بالتقاط عدة صور لها بأزياء مختلفة وجمعها في ألبوم ونشرها. ظهرت سنايا لأول مرة في التمثيل مع فيلم Yash Raj Film Fanaa بدور محبوبة. وأمضت العام في عمل إعلانات تلفزيونية مع نجوم بوليوود مثل شاه روخ خان وكارينا كابور وغيرهم. في بداية حياتها المهنية، لم تكن سنايا تتقن اللغة الهندية وتحدثت عن معاناتها مع اللغة في عدة مناسبات.

### التمثيل (2011-2014)
لعبت سنايا دور الشخصية المبهجة والحنونة كوشي كوماري جوبتا في فيلم "Iss Pyaar Ko Kya Naam Doon؟" (2011-2012) إلى جانب بارون سوبتي. حافظ المسلسل الذي عرضت الحلقة منه في 30 نوفمبر 2012، على مكانته كواحد من أفضل عشر أعمال درامية يومية على قنوات الت

## الحياة الشخصية
أعلنت سنايا عن علاقتها مع موهيت سيهغال في 19 نوفمبر 2010 في اليوم الأخير من تصوير مسلسل الدراما Miley Jab Hum Tum (عندما التقيت بك).
في ديسمبر 2015، تمت خطبة سنايا على سيهغال. وعقد القران في 25 يناير 2016 في مدينة غوا في الهند.

## أعمالها

### الأفلام
- دمرت في الحب (فيلم هندي) في دور محبوبة

### المسلسلات والعروض
| السنة   | العمل                              | الدور                           | معلومات              | Ref(s) |
| ------- | ---------------------------------- | ------------------------------- | -------------------- | ------ |
| 2007    | Left Right Left                    | سميرا شروف                      | أول مسلسل لها        | [ 11 ] |
| 2008    | رادها كي بيتيان كيش كار ديخيانجي   | سنايا إيراني                    | مسلسل(درام)          | [ 12 ] |
| 2008    | Kaho Na Yaar Hai                   | سنايا إيراني                    | عرض تلفزيوني         | [ 13 ] |
| 2008-10 | Miley Jab Hum Tum                  | خوجان بوشو                      | مسلسل(دراما)         | [ 14 ] |
| 2010    | Zara Nachke Dikha 2 ‏               | مضيف                            | عرض تلفزيوني         | [ 15 ] |
| 2010    | Meethi Choori No 1                 | سنايا إيراني                    | عرض تلفزيوني         | [ 16 ] |
| 2011-12 | من النظرة الثانية                  | كوشي كوماري كوبتا سينغ راي زادا | مسلسل (دراما-كوميدي) | [ 17 ] |
| 2013    | Welcome - Baazi Mehmaan-Nawaazi ki | سنايا إيراني                    | عرض تلفزيوني         | [ 18 ] |
| 2013    | Ishq Wala Love                     | مضيف                            | عرض تلفزيوني         |        |
| 2013    | Jhalak Dikhhla Jaa season 6        | سنايا إيراني                    | برنامج سباق الرقص    |        |
| 2013    | شان شان                            | شان شان سوربهاي                 | مسلسل(دراما)         | [ 19 ] |
| 2014    | حبيبي دائمأ                        | بارفاتي/مايرا                   | مسلسل(دراما)         | [ 20 ] |
| 2015    | من النظرة الثانية 2(احتفال الحب)   | كوشي كوماري كوبتا سينغ راي زادا | عرض على الانترنت     | [ 21 ] |
| 2015    | Jhalak Dikhhla Jaa Reloaded ‏       | سنايا إيراني                    | برنامج سباق الرقص    | [ 22 ] |

2016
I don't watch T.V
اعلان
سانايا إيراني
2017
Nach Baliye season 8
برنامج رقص

## الجوائز والترشيحات
| السنة | الجائزة                               | التصنيف                                       | العمل             | النتيجة |
| ----- | ------------------------------------- | --------------------------------------------- | ----------------- | ------- |
| 2008  | Indian Television Academy Awards      | أجمل وجه في سنة 2008(للنساء)                  | Miley Jab Hum Tum | فوز     |
| 2012  | Star Parivaar Awards                  | أفضل ثنائي دراما (مع بارون سوبتي)             | من النظرة الثانية | فوز     |
| 2012  | Star Parivaar Awards                  | الثنائي الدراما الأكثر شعبية (مع بارون سوبتي) | من النظرة الثانية | فوز     |
| 2012  | Star Parivaar Awards                  | الممثلة الأكثر أناقة                          | من النظرة الثانية | رُشِّح     |
| 2012  | Star Parivaar Awards                  | أفضل ممثلة قيادية                             | من النظرة الثانية | رُشِّح     |
| 2012  | Star Parivaar Awards                  | Favourite Beti                                | من النظرة الثانية | رُشِّح     |
| 2012  | The Global Indian Film and TV Honours | الثنائي المفضل على الشاشة (مع بارون سوبتي)    | من النظرة الثانية | رُشِّح     |
| 2012  | People's Choice Awards India          | الثنائي الأكثر شعبية (مع بارون سوبتي)         | من النظرة الثانية | فوز     |
| 2012  | Indian Telly Awards                   | أفضل كوبل على الشاشة (مع بارون سوبتي)         | من النظرة الثانية | فوز     |
| 2012  | Indian Television Academy Awards      | أفضل ممثلة بتصويت الجمهور                     | من النظرة الثانية | رُشِّح     |
| 2012  | Zee golden Awards                     | أجمل وجه في سنة 2012 (للنساء)                 | من النظرة الثانية | فوز     |
| 2013  | Boroplus Gold Awards                  | أجمل وجه في سنة 2013( للنساء)                 | شان شان           | فوز     |
| 2014  | Indian Television Academy Awards      | أفضل ممثلة بتصويت الجمهور                     | حبيبي دائمأ       | رُشِّح     |
| 2014  | Indian Television Academy Awards      | الممثلة الأكثر أناقة                          | حبيبي دائمأ       | رُشِّح     |